# 短吻裸頰鯛
短吻裸頰鯛（学名：Lethrinus ornatus），又稱黃帶龍占，俗名龍尖，為輻鰭魚綱鱸形目龍占魚科的其中一個種。

## 分布
本魚分布於印度西太平洋區，包括馬爾地夫、斯里蘭卡、印度、安達曼海、泰國、印尼、馬來西亞、越南、日本、台灣、中國沿海、菲律賓、新幾內亞、澳洲、馬里亞納群島、諾魯、帛琉、所羅門群島、馬紹爾群島、密克羅尼西亞、斐濟群島等海域。属于热带和亚热带底栖性鱼类。该物种的模式产地在爪哇。

## 深度
水深2至30公尺。

## 特徵
本魚體呈青灰色略帶黃色調，體側有5至6條橙黃色縱帶。體長為體高之2.3至2.6倍，為頭長之2.4至2.8倍；上下頜有絨毛狀齒，外列齒圓錐狀，其中後端二、三枚為臼齒。背鰭、尾鰭外緣有紅邊。側線鱗片數46至47枚，背鰭硬棘10枚、軟條9枚；臀鰭硬棘3枚、軟條8枚。體長可達40公分。

## 生態
本魚常單獨或三兩成群在珊瑚礁區之沙地或邊緣之泥地上覓食，爭食性強，以硬殼無脊椎動物為食。

## 經濟利用
肉質稍粗的食用魚，適合煮味增湯或煎食。